# Пауей (град, Калифорния)
Пауей (на английски: Poway) е град в окръг Сан Диего, щата Калифорния, САЩ. Пауей е с население от 48044 жители (2000) и обща площ от 101,9 km². Намира се на 157 m надморска височина. ЗИП кодовете му са 92064, 92074, а телефонният му код е 858.